# فرودگاه بین‌المللی ساراستابردنتن
فرودگاه بین‌المللی ساراستابردنتن (به انگلیسی: Sarasota-Bradenton International Airport) یک فرودگاه همگانی بهره‌برداری هوایی با کد یاتا SRQ است که یک باند فرود آسفالت دارد و طول باند آن ۱۵۲۷ متر است. این فرودگاه در کشور ایالات متحده آمریکا قرار دارد و در ارتفاع ۹ متری از سطح دریا واقع شده است.

## شرکت‌های هواپیمایی و مقصدهای پروازی

### مسافری
| شرکت‌های هواپیمایی | مقصدهای پروازی                                                          |
| ----------------- | ----------------------------------------------------------------------- |
| ایر کانادا روژ    | پیرسون تورنتو                                                           |
| امریکن ایرلاینز   | فصلی: شارلوت داگلاس                                                     |
| امریکن ایگل       | شارلوت داگلاس، ملی رونالد ریگان واشینگتن                                |
| دلتا ایرلاینز     | هارتسفیلد-جکسون آتلانتا فصلی: متروپولیتن شهرستان وین دیترویت، لاگواردیا |
| دلتا کانکشن       | فصلی: جان اف کندی، لاگواردیا                                            |
| الیت ایرویز       | جت بین‌المللی پورتلند، محلی تالاهاسی                                     |
| جت‌بلو             | جان اف کندی فصلی: لوگان                                                 |
| یونایتد ایرلاینز  | فصلی: اوهر شیکاگو، لیبرتی نیوآرک                                        |
| یونایتد اکسپرس    | فصلی: اوهر شیکاگو، لیبرتی نیوآرک                                        |
| وست جت            | فصلی: پیرسون تورنتو                                                     |